# Remonce
Remonce er en creme af smør (eller margarine) og sukker, vaniljesukker og gerne makronmasse, mandelmasse eller hakkede mandler. Ingredienser som kanel eller rosiner ses også.
Cremen bruges som fyld i wienerbrød, mens en remonce med brun farin benyttes på brunsvigere.
Ordet "remonce" er et pseudo-fransk låneord og er muligvis afledt af det italienske ord, rimanenza, som betyder rester.
Hvis der tilføjes marcipan til remoncen, kaldes den borgmestermasse.